# 梶本裕之
梶本 裕之（かじもと ひろゆき）は、日本の情報理工学者。電気通信大学情報理工学研究科教授。学位は博士（情報理工学）（2004年、東京大学）。

## 経歴
- 1998年3月 - 東京大学工学部計数工学科卒業
- 2001年3月 - 東京大学大学院工学系研究科 計数工学専攻修士課程修了
- 2003年3月 - 東京大学大学院情報理工学系研究科システム情報学専攻博士課程中退
- 2003年4月 - 東京大学大学院情報理工学系研究科助手
- 2006年9月 - 電気通信大学電気通信学部人間コミュニケーション学科助教授
- 2007年4月 同准教授
- 2010年4月 電気通信大学大学院情報理工学研究科総合情報学専攻准教授
- 2018年3月 マサチューセッツ工科大学 Visiting Scientist（〜9月）
- 2018年4月 電気通信大学大学院情報理工学研究科情報学専攻教授